# Urban Warriors
Urban Warriors è un film italiano del 1987 diretto da Joseph Warren.